# Unione matematica internazionale
L'Unione matematica internazionale  (in inglese: International Mathematical Union, in sigla IMU) è una organizzazione internazionale non-governativa dedicata alla cooperazione internazionale per lo sviluppo della matematica. Ne fanno parte le associazioni matematiche nazionali di 85 paesi. Il sodalizio, a sua volta, è membro dell'International Council for Science (ICSU). 
L'Unione matematica internazionale organizza il quadriennale Congresso internazionale dei matematici, e altre conferenze a carattere internazionale, e conferisce dei premi di grande rilievo. Inoltre, incoraggia e sostiene altre attività matematiche internazionali giudicate capaci di contribuire allo sviluppo della scienza matematica in tutti i suoi aspetti, puro, applicato o educativo.

## Organismi e attività
L'IMU è amministrata da un comitato esecutivo e opera attraverso commissioni e comitati.
Dell'executive committee, in carica per il quadriennio 2023-2026, fanno parte: 
President
Hiraku Nakajima
Giappone 
Secretary General
Christoph Sorger
Francia
Vice Presidents
Ulrike Tillmann
UK
Tatiana Toro
Stati Uniti/Colombia
Evento rilevante è l'assemblea generale dei delegati delle organizzazioni aderenti: essa si tiene ogni 4 anni, in concomitanza con un Congresso ICM e con la partecipazione del comitato esecutivo e decide delle risoluzioni che guidano le attività dell'IMU.
La Commission on Developments and Exchanges (CDE), istituita nel 1978, ha il fine di promuovere la matematica nei paesi in via di sviluppo ed economicamente svantaggiati e di facilitare la cooperazione internazionale che possa supportare questo obiettivo.
La International Commission on Mathematical Instruction (ICMI), dal 1952 è formalmente una commissione dell'IMU. 
Il Committee on Electronic Information and Communication (CEIC), è stato costituito nel 1998 dall'IMU con un ampio mandato di fornire segnalazioni e consigli in materia di gestione elettronica delle conoscenze matematiche. La CEIC in particolare guida Math-Net, il "sistema globale per la informazione e la comunicazione elettronica per la matematica".

## Premi
I premi scientifici assegnati dall'UMI durante il Congresso Internazionale dei Matematici (ICM), che si svolge ogni quattro anni, sono considerati tra i più prestigiosi in ambito matematico. Nello specifico, questi sono:
- Le Medaglie Fields (ne vengono assegnate da due a quattro per Congresso, dal 1936);
- Il Premio Nevanlinna (dal 1986);
- Il Premio Carl Friedrich Gauss (dal 2006);
- La Medaglia Chern (dal 2010);
- Il Premio Leelavati (dal 2010).

## Storia
La cooperazione internazionale fra i matematici ha ricevuto impulso dalla organizzazione dei congressi internazionali a partire dal primo tenuto nel 1897.
L'IMU è stata fondata nel 1920, in seguito alla fondazione nel 1919 dell'International research Council (IRC). Per le difficoltà della politica internazionale nel periodo tra le due guerre mondiali, nonostante gli sforzi riconciliativi esercitati in particolare da Salvatore Pincherle, l'IMU si è sciolta nel 1932. Dopo il fallimento dei tentativi di riorganizzarla negli anni successivi, si è dovuta attendere la conclusione della seconda guerra mondiale per farla rinascere. Essa, in particolare per merito di Marshall Stone, è stata rifondata formalmente nel 1951 e la prima Assemblea Generale del nuovo organismo si è tenuta nel 1952.

## Membri
Sono membri affiliati dell'IMU le seguenti società matematiche multinazionali:
- African Mathematical Union (AMU)
- European Mathematical Society (EMS)
- South East Asian Mathematical Society (SEAMS)
- Unión Matemática de América Latina y el Caribe (UMALCA)

I paesi membri dell'IMU sono ripartiti in 5 gruppi che presentano diversi diritti e doveri. Ogni paese del Gruppo I, II, II, IV e V rispettivamente, dispone di 1, 2, 3, 4, 5 voti nella assemblea Generale e deve contribuire con una quota nelle proporzioni 1:2:4:7:10.

### Paesi membri del I gruppo
- Arabia Saudita
- Armenia
- Bosnia ed Erzegovina
- Bulgaria
- Camerun
- Corea del Nord
- Costa d'Avorio
- Croazia
- Cuba
- Estonia
- Filippine
- Georgia
- Grecia
- Hong Kong
- Islanda
- Kazakistan
- Lettonia
- Lituania
- Nigeria
- Nuova Zelanda
- Perù
- Portogallo
- Romania
- Serbia e Montenegro
- Singapore
- Slovenia
- Tunisia
- Turchia
- Uruguay
- Venezuela
- Vietnam

### Paesi membri del II gruppo
- Argentina
- Austria
- Repubblica Ceca
- Cile
- Corea del Sud
- Danimarca
- Egitto
- Finlandia
- Iran
- Irlanda
- Messico
- Norvegia
- Slovacchia
- Sudafrica
- Ucraina

### Paesi membri del III gruppo
- Australia
- Belgio
- Brasile
- India
- Polonia
- Spagna
- Ungheria

### Paesi membri del IV gruppo
- Paesi Bassi
- Svezia
- Svizzera

### Paesi membri del V gruppo
- Canada
- Cina
- Francia
- Germania
- Israele
- Italia
- Giappone
- Regno Unito
- Russia
- Stati Uniti d'America

## Logo
Il logo attuale dell'Unione - chiamato anello di Borromeo - è stato adottato nel 2006 durante il congresso di Madrid; il logo è composto da tre anelli ortogonali intrecciati. Il nome del grafismo si riferisce a uno degli emblemi dell'antica famiglia gentilizia dei Borromeo.